# Syrniki

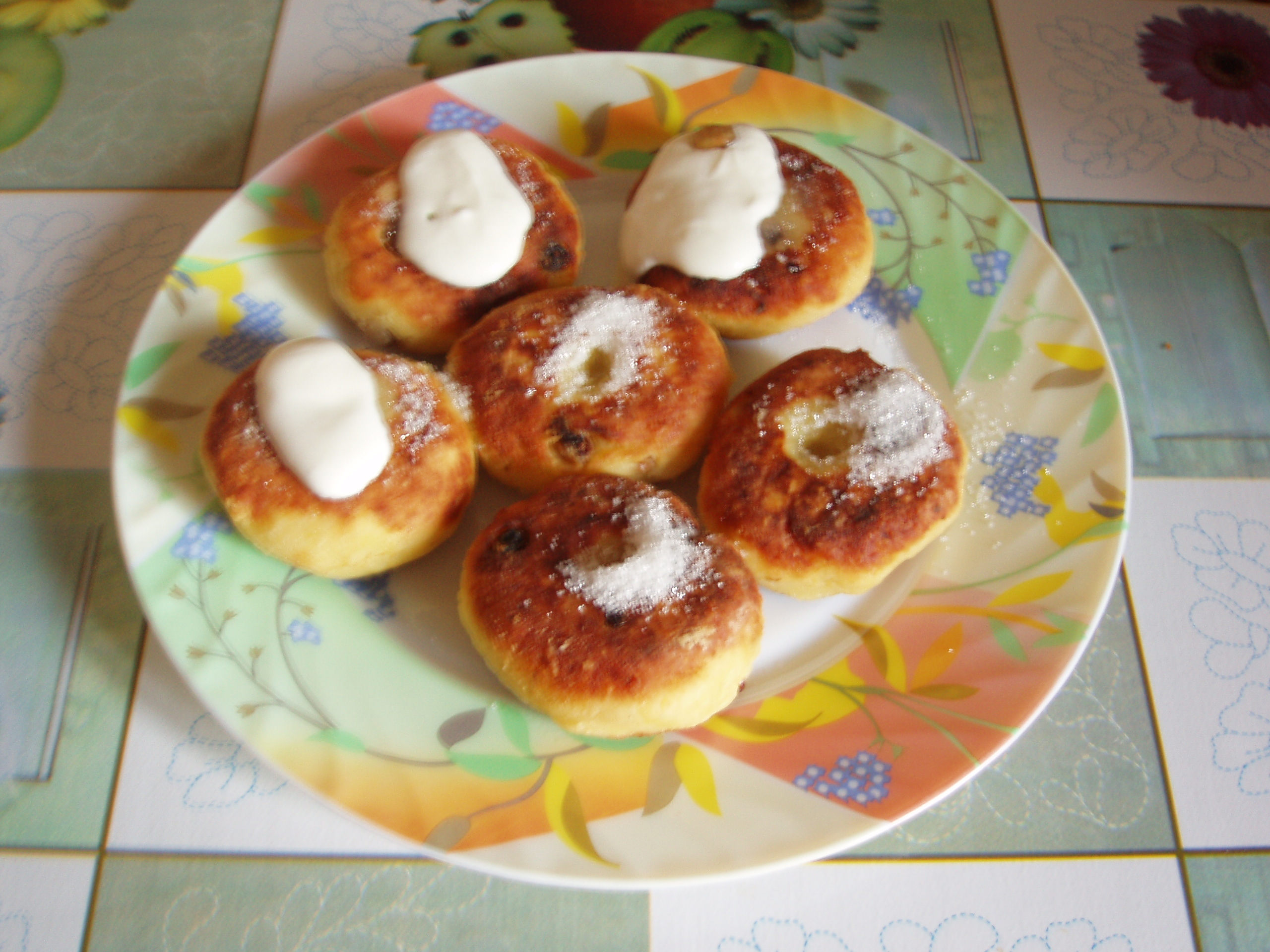
Sýrniki con kissel.

Los Sýrniki (en ucraniano: си́рники, en idioma ruso: сы́рники, en bielorruso: сырнікі) es un plato típico de la cocina rusa, ucraniana, bielorrusa, y letonia que se elabora como los blinís (una especie de crepes) que emplea queso quark. Suelen emplearse como decoración crema ácida (smetana), mermelada, miel, compota de manzana. En algunas ocasiones se añaden pasas. En la cocina ucraniana se conoce a menudo como sýrniki (си́рники).

## Características
Los sýrniki se elaboran de queso fresco grasiento que se mezcla con harina, huevo y azúcar. En algunas ocasiones se añade vainilla (vainillina). En muchos casos la mezcla de la masa de soporte es frita en aceite vegetal. La idea es que el exterior de los blinís sea crujiente. Suele emplearse en los desayunos o postres. Su simplicidad y sus ingredientes hace que sea muy popular en los países de Europa del Este. La denominación sýrniki está derivada de la palabra сир que en ucraniano (que se translitera como: syr), significa "queso". Por lo tanto la palabra sýrniki, es derivada de syr, que proviene de los crepes elaborados con los quesos.